# Estadio Panamericano de San Cristóbal
El Estadio Panamericano de San Cristóbal es un estadio ubicado en San Cristóbal, República Dominicana que es utilizado principalmente para la práctica del fútbol y tiene una capacidad aproximada para albergar a 3.000 espectadores sentados. 
El estadio Panamericano construido en el año 2003 para celebrar la serie regular de los XIV juegos Panamericanos Santo Domingo 2003.
En este torneo participaron las selecciones de fútbol de Argentina, Brasil, Colombia, Canadá, México, Haití y Costa Rica.